# جون هولاند (لاعب كرة قدم)
جون هولاند (بالإنجليزية: John Holland)‏ هو لاعب كرة قدم مالطي، ولد في 5 يوليو 1953 في سليمة في مالطا. شارك مع منتخب مالطا لكرة القدم. أما مع النوادي، فقد لعب مع نادي فلوريانا.

## وصلات خارجية
- جون هولاند على موقع الاتحاد الأوربي (الإنجليزية)
- جون هولاند على موقع قاعدة بيانات كرة القدم.إي يو (الإنجليزية)
- جون هولاند على موقع ناشيونال فوتبول تيمز (الإنجليزية)
- جون هولاند على موقع Soccerway.com (الإنجليزية)
- جون هولاند على موقع عالم كرة القدم.نت (الإنجليزية)